# Фейнарт
Фейнарт (нід. Fijnaart) — село в нідерландській провінції Північний Брабант. Входить до муніципалітету Мурдейк.
Його площа становить 23,67 км², а населення станом на 2021 рік складало 5 620 осіб.
Перша згадка про населений пункт датується 1380 роком.

## Галерея

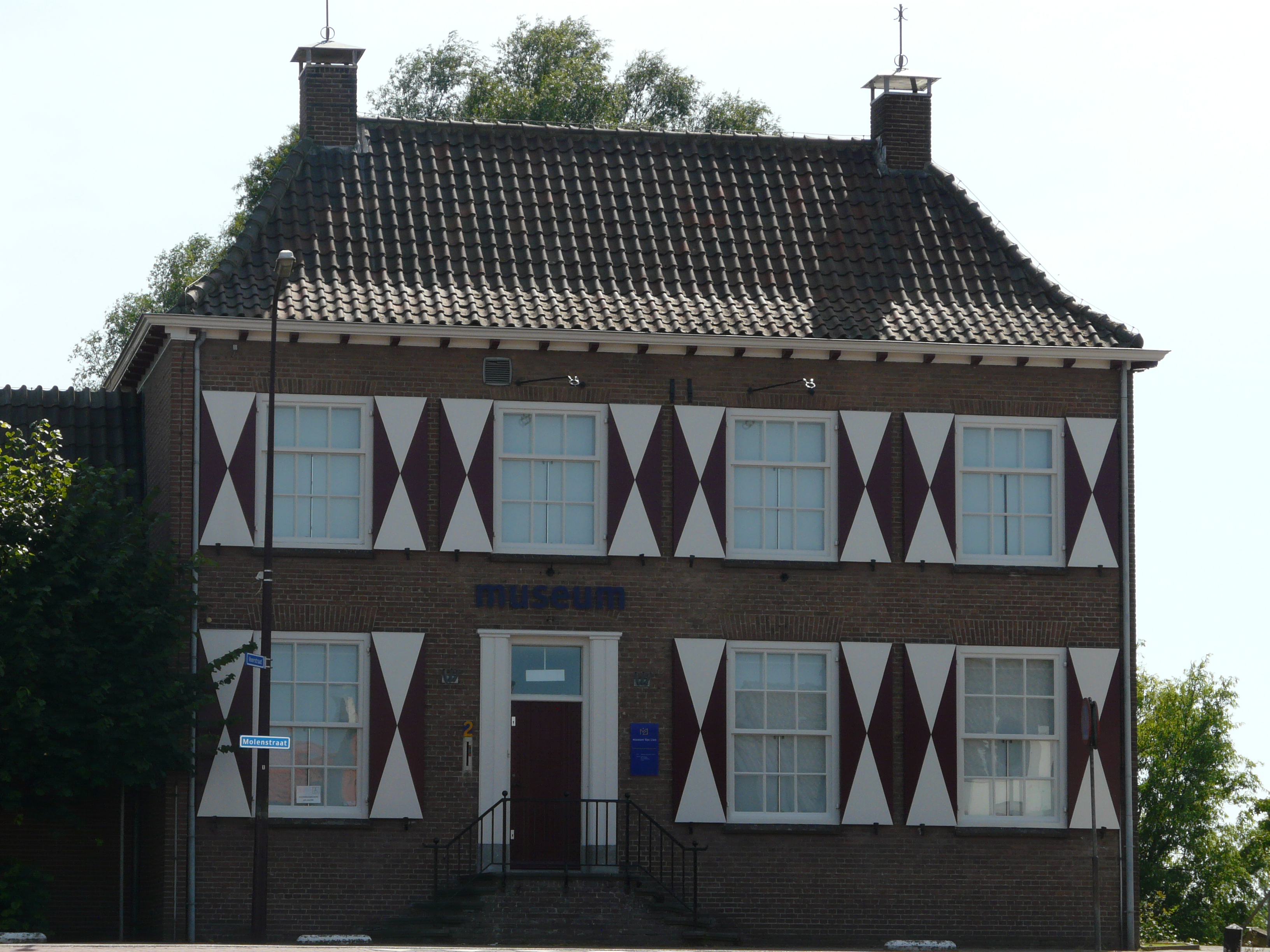
Будівля колишнього музею
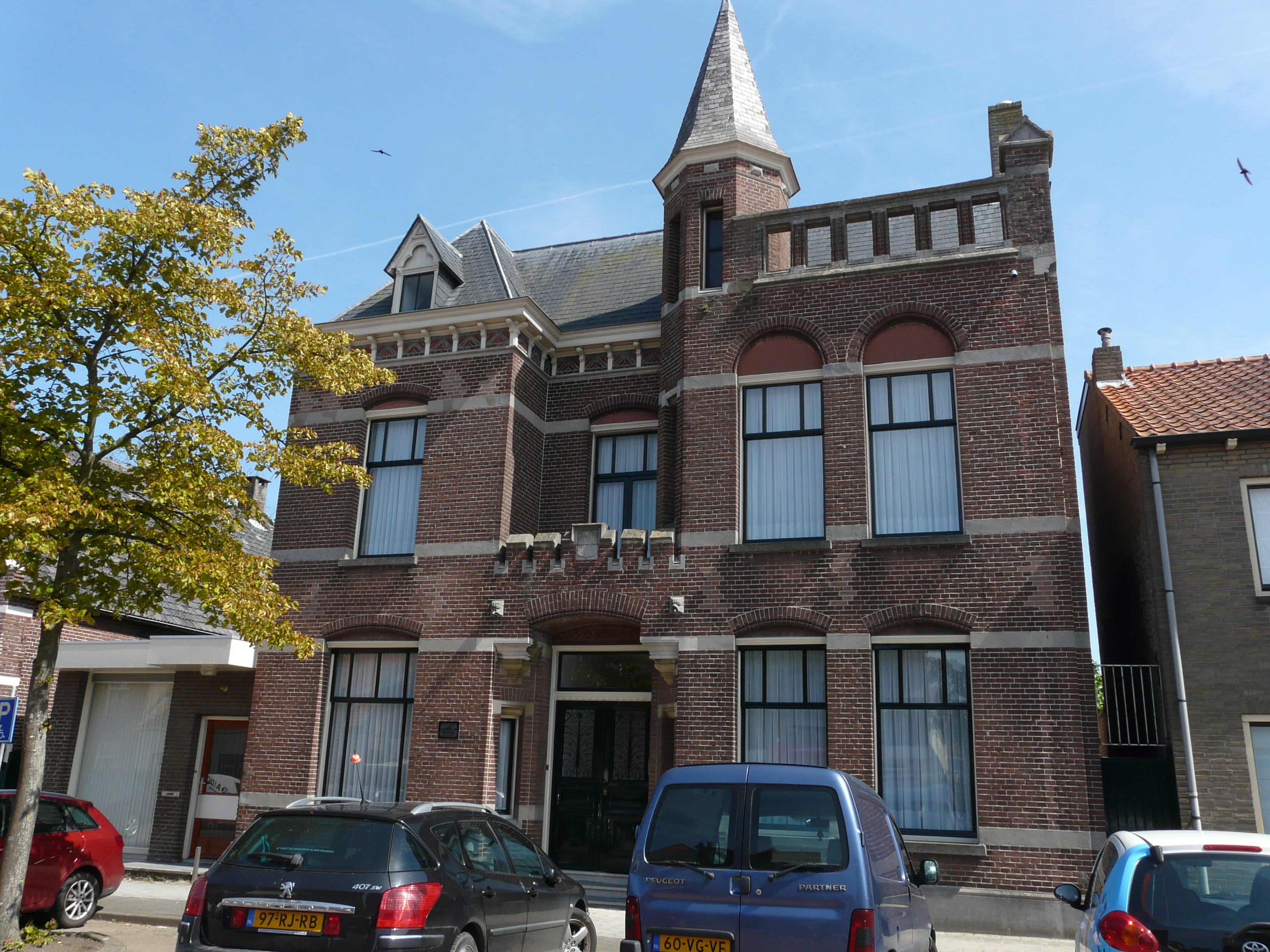
Будівля у Фейнарті
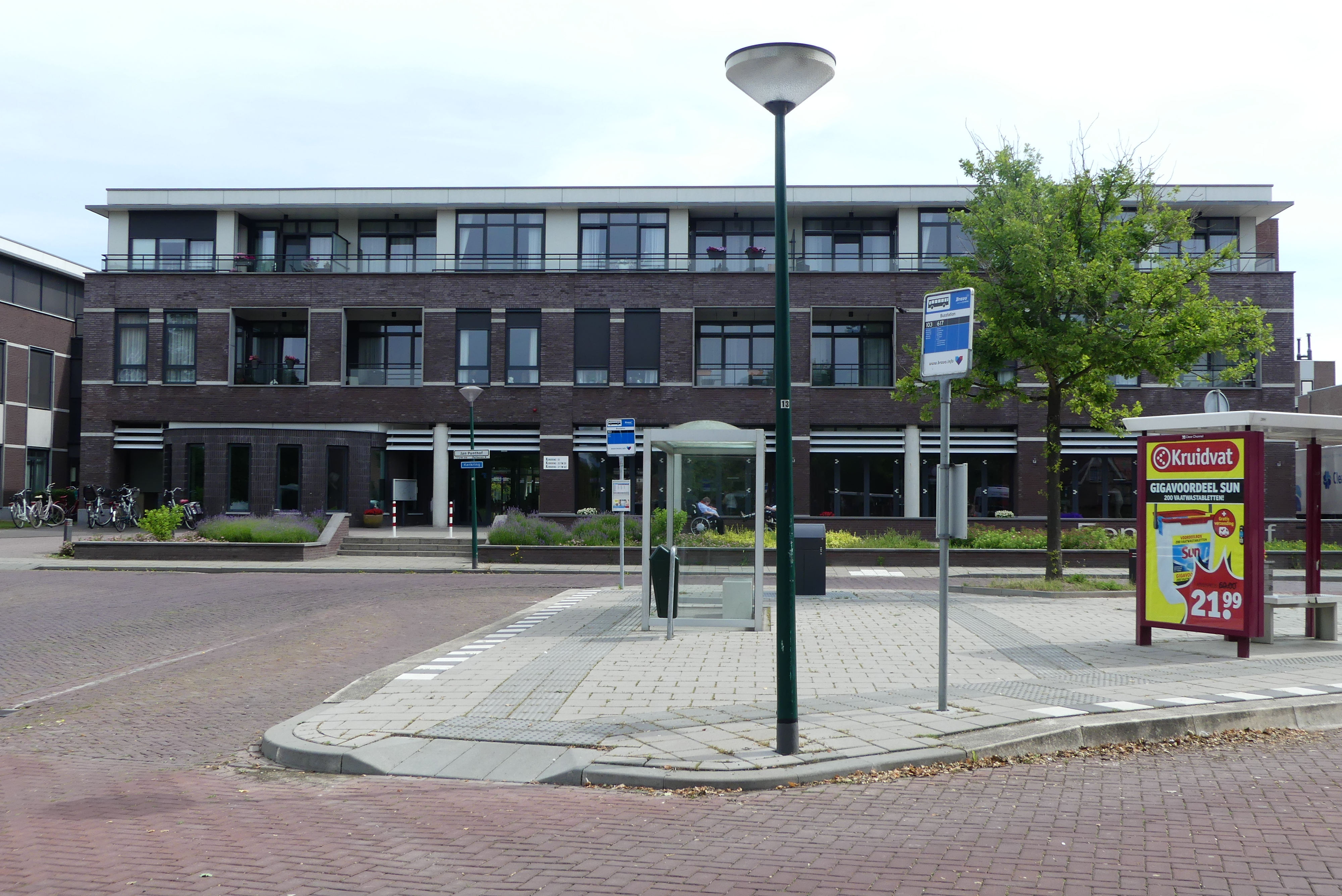
Житловий будинок у Фейнарті
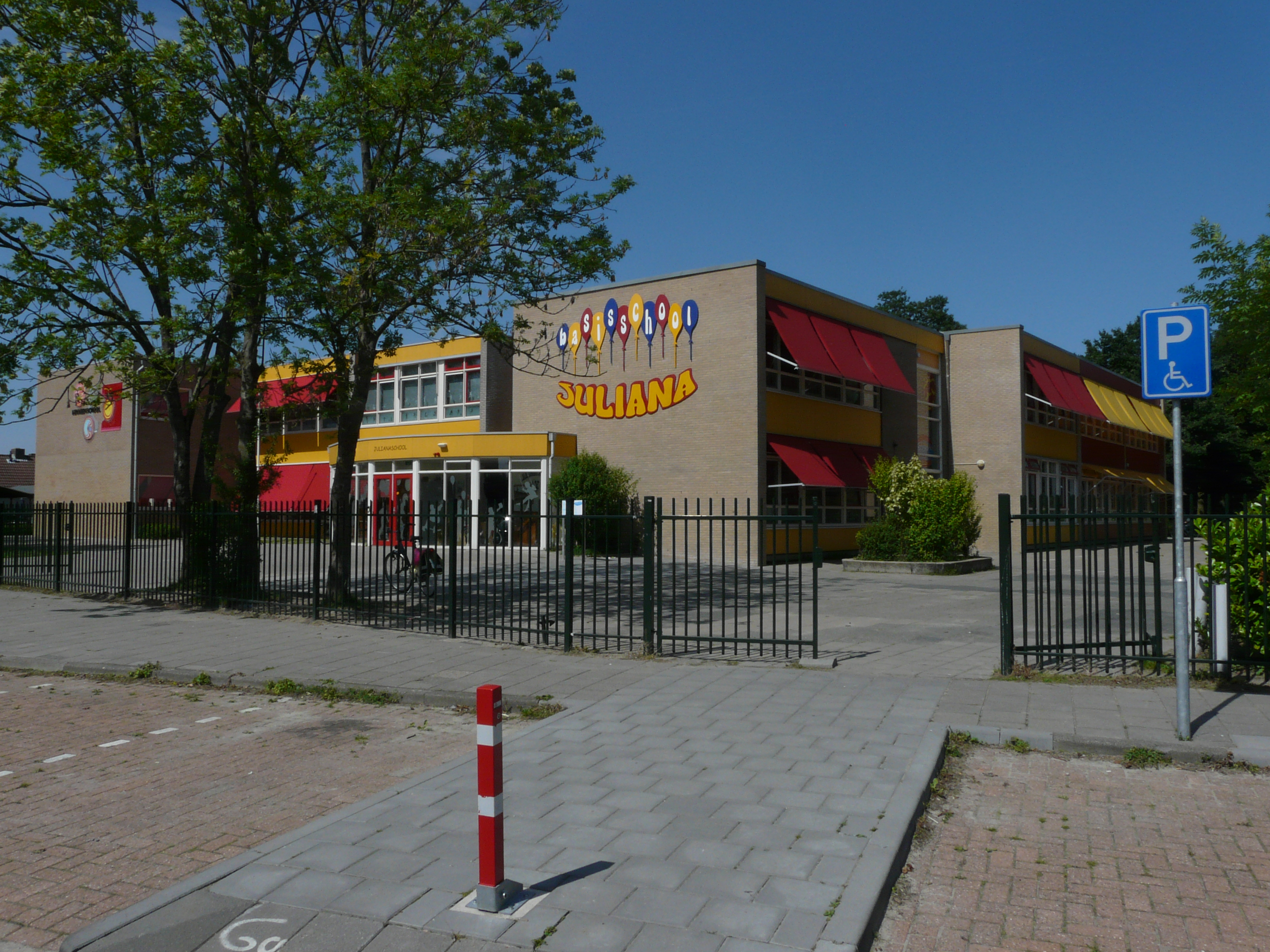
Сільська школа